# Nine Mile Prairie Township
Nine Mile Prairie Township est un township du comté de Callaway dans le Missouri, aux États-Unis,. En 2010, sa population s'élève à 604 habitants. Le township est baptisé en référence à une prairie, qui y est présente, longue de 9 miles, soit 14 km.

## Source de la traduction
- (en) Cet article est partiellement ou en totalité issu de l’article de Wikipédia en anglais intitulé « Nine Mile Prairie Township, Callaway County, Missouri » (voir la liste des auteurs).